# 特拉诺瓦-萨波米努廖
特拉诺瓦-萨波米努廖（義大利語：Terranova Sappo Minulio），是意大利雷焦卡拉布里亚广域市的一个市镇。总面积8平方公里，人口535人，人口密度66.9人/平方公里（2009年）。ISTAT代码为080094。